# 昂代吕
昂代吕（法語：Anderlues，法語發音：[ɑ̃dɛʁly]）是比利时瓦隆大区埃諾省蒂安區的一个市镇，通行法语，是比利时法语社群的一部分，人口12,254人（2018年1月1日）。